# Западно-Бачский округ
Западно-Бачский округ (серб. Западнобачки округ) — один из семи округов автономного края Воеводина Сербии. Расположен на северо-западе Воеводины, в западной части историко-географической области Сомбор. По переписи населения Сербии 2011 года в округе проживали 188 087 человека (2,62 % населения Сербии, и 9,74 % населения Воеводины).
Административный центр — город Сомбор.
Площадь территории округа 2419 км². Административно разделён на 4 общины:
| № | Община | Административный центр, город | Площадь общины, км² | Население, чел. (2007) |
| - | ------ | ----------------------------- | ------------------- | ---------------------- |
| 1 | Апатин | Апатин                        | 350                 | 30 870                 |
| 2 | Кула   | Кула                          | 481                 | 45 960                 |
| 3 | Оджаци | Оджаци                        | 411                 | 32 490                 |
| 4 | Сомбор | Сомбор                        | 1177                | 91 631                 |

Крупнейшие этнические группы, по переписи 2011 года:
- сербы — 122 848 чел. (65,31 %);
- венгры — 17 576 чел. (9,34 %);
- хорваты — 10 879 чел. (5,78 %);
- черногорцы — 5070 чел. (2,70 %);
- русины — 4718 чел. (2,51 %);
- цыгане — 3018 чел. (1,60 %);
- буневцы — 2162 чел. (1,15 %);
- украинцы — 1344 чел. (0,71 %);
- румыны — 1340 чел. (0,71 %);
- югославы — 1274 чел. (0,68 %);
- словаки — 1096 чел. (0,58 %).